# Kuniva
Von Carlisle, znany jako Kuniva (ur. 10 grudnia 1976) – amerykański raper oraz członek grupy D12.

## Dyskografia

### Mixtape'y
- 2010 – Retribution

### D12
- 1997 – The Underground EP
- 2001 – Devil's Night
- 2004 – D12 World